# Pauline Viardot-García
Pauline Viardot-García (18 de julho de 1821 - 18 de maio de 1910) foi uma mezzo-soprano e compositora franco-espanhola, irmã 13 anos mais jovem da lendária mezzo Maria Malibran, a "Feiticeira das Nações".

## Início da vida musical
Michelle Pauline Ferdinande García nasceu em Paris. Seus padrinhos foram Ferdinando Paer (1771-1839) compositor italiano, e a princesa Pauline Galitsin, que lhe ofereceu o seu nome do meio. 
O seu nome aparece em várias formas, simplesmente "Pauline Viardot", que aparece mais comumente em associação com o seu nome de solteira García. Este nome, por vezes, precede Viardot e às vezes se lhe segue. Ela alcançou a fama inicial como "Pauline García". Após o seu casamento, ela se refere a si mesma simplesmente como "a sra. Viardot".
Pauline começou a ter aulas de piano com seu pai, o tenor espanhol Manuel del Pópulo Vicente García, e criou muitas composições.
Ela debutou ainda muito jovem - dezesseis anos de idade - na ópera Otello, de Rossini. Sua técnica de canto era assombrosa e surpreendente, de uma bela dramaticidade. Nesta ópera, ela interpretou o papel de Desdêmona.
Na verdade, sua primeira aparição ao público foi em um concerto de piano.
Tal fato de ter que substituir sua irmã a deixou muito desgostosa, já que preferia tocar piano e viajar ao lado da irmã do que cantar.
Ela queria tornar-se pianista profissional. Tinha feito aulas de piano com o jovem Franz Liszt e contraponto e harmonia com Anton Reicha, o professor de Liszt e Hector Berlioz, e amigo de Ludwig van Beethoven. Foi com grande pesar que ela abandonou sua forte vocação para o piano, o que fez só porque não se atreveu a desobedecer a vontade de sua mãe. Ela, no entanto, manteve-se pianista excepcional durante toda a vida, e muitas vezes tocando em dueto com seu amigo Frédéric Chopin.
Após a morte de Malibran, em 1836, aos 28 anos, Pauline tornou-se cantora profissional, com um alcance vocal de C2 a F5. No entanto, sua estréia como músico profissional foi como pianista, acompanhando seu cunhado, o violinista Charles de Bériot.